# Acanthephyra chacei
Acanthephyra chacei is een garnalensoort uit de familie van de Acanthephyridae. De wetenschappelijke naam van de soort is voor het eerst geldig gepubliceerd in 1981 door Krygier & Forss.